# Nyonin Geijutsu
Le Nyonin Geijutsu (女人芸術), titre que l'on peut traduire par Arts féminins, est un magazine littéraire féminin japonais qui a duré de juillet 1928 à juin 1932. Shigure Hasegawa en est la rédactrice en chef. 48 numéros ont été publiés, axés sur le féminisme, l'art et la littérature des femmes. C'est un des magazines féminins littéraires japonais les plus influents après Seitō (Bas bleus).

## Histoire
Nyonin Geijutsu est publié pour la première fois en juillet 1928. Le magazine est écrit, édité, conçu et publié par des femmes, et leur objectif est la libération des femmes. Le magazine est financé par le mari de Hasegawa, Mikami Otokichi (ja), un auteur populaire.
Lorsque le magazine commence à paraître, Hasegawa est responsable de la publication, Kinuko Sogawa est l'éditrice et la responsable de l'impression est Ikuta Hanayo (ja). Elles travaillent dans la maison de Hasegawa dans le quartier actuel de Shinjuku. Plus tard, Hasegawa devient également éditrice, et le lieu de publication est déplacé vers ce qui est maintenant Akasaka.
Les numéros de mai et juin 1930 sont interdits de vente. Le numéro d'octobre 1931 est également interdit. Le magazine continue à paraître après l'Incident de Mukden, mais il s’arrête soudainement en juin 1932 en raison de la détérioration de la santé de Hasegawa. Le numéro de juin est imprimé, mais détruit. Après cela, la maison d’édition Nyonin Geijutsusha lance un nouveau magazine appelé Kagayaku.

## Contributrices et contributeurs notables
Parmi les auteures du magazine figurent Yaeko Nogami, Ichiko Kamichika, Yamakawa Kikue, Takamure Itsue, Yoshiko Yuasa, Yuriko Miyamoto, Fumiko Hayashi, Ineko Sata, Taiko Hirabayashi, Sasaki Fumiko Enchi et Yōko Ōta. Dans les dernières années du magazine, des auteurs masculins comme Hajime Kawakami, Kiyoshi Miki, Eitaro Noro et Takiji Kobayashi y contribuent également.

## Contenu
Au début, le magazine publie des romans feuilletons, des poèmes, des essais et des critiques, mais à la fin il publie davantage de lectures de plaisir et de littérature prolétarienne. Cependant, il reste fondamentalement une publication littéraire, de gauche, qui parle de l'Union soviétique, du mouvement ouvrier et des questions internationales. On y trouve aussi des articles d'anarchistes comme Yuriko Mochizuki et Aki Yagi, et de communistes comme Yukiko Nakashima.